# Nathalie Corré
Pour les articles homonymes, voir Corre (homonymie).
 (avril 2022).
 (avril 2022).
Nathalie Corré, née le 16 décembre 1964 à Boulogne-Billancourt (Hauts-de-Seine), est une comédienne, animatrice de radio et auteure française.

## Biographie
Nathalie Corré est née à Boulogne-Billancourt (Hauts-de-Seine).
À 20 ans, après deux licences de fac à Nanterre Paris X, elle devient publicitaire chez Havas. Elle décide à 23 ans de tout abandonner pour devenir guide touristique pendant huit ans.
Elle revient à Paris et devient journaliste pour le magazine Marie Claire[réf. nécessaire].
En 1999, Valérie Expert la repère[source insuffisante], elle commence sa carrière dans les médias comme chroniqueuse dans Parole d'expert. 
Elle rejoint Europe 1 en animant la Libre antenne en direct en remplacement de Caroline Dublanche, et participe à d'autres émissions en réalisant des billets d'humeur entre 2001 et 2004. Parallèlement de 2001 à 2003, Michel Drucker l'invite à faire des sketchs dans Vivement dimanche prochain. Elle travaille sur France Inter dans le Fou du roi, puis sur RTL avec Julien Courbet.
Aujourd'hui[Quand ?], elle continue à jouer dans des pièces de théâtre et des films et apparaît de temps en temps dans des émissions de télévision.
En 2017 elle est la maîtresse de cérémonie du 7e Festival 2 Valenciennes et en 2019 du festival de Luchon.
Elle est également l'invitée régulière d'émissions de jeux sur France 2 telles que Tout le monde a son mot à dire ou Mot de passe.
En 2021, elle signe son grand retour sur les ondes d'Europe 1 au côté du globe-trotter Philippe Gougler dans l'émission estivale Et si on partait ?. Elle y chronique une revue de presse décalée, raconte ses aventures de bourlingueuse et y apporte sa légendaire bonne humeur.

## Filmographie

### Cinéma
- 2004 : Pédale dure de Gabriel Aghion
- 2004 : Au secours, j'ai 30 ans ! de Marie-Anne Chazel
- 2009 : Divorces de Valérie Guignabodet
- 2013 : Bluu, Last Days of Ibiza d'Alain Deymier (nomination best actress Massachusetts film festival)

### Télévision
- 2004 : Un coin d'Azur de Heikki Arekallio
- 2004 : Menteur, menteuse d'Henri Helman
- 2005 : Le Cocon de Pascale Dallet
- 2005 : Adèle et Kamel de Vincent Monnet
- 2005 : L'Enfant de personne de Michaël Perrotta
- 2006 : Vérités assassines d'Arnaud Sélignac
- 2006 : Hubert et le Chien de Laurence Katrian
- 2007 : Vénus et Apollon (série) de Pascal Lahmani
- 2007 : Zinzins (programmes courts) de Clémentine Célarié
- 2010 : Amoureuse de Nicolas Herdt
- 2010 : À la vie, à la mort d'Annie Morillon
- 2011 : Les Toqués de Laurence Katrian (épisode Un nouveau départ)
- 2012 : J'adore ma vie de Stéphane Kurc
- 2012 : Aïcha, vacances infernales de Yamina Benguigui
- 2013 : La Croisière de Pascal Lahmani
- 2015 : Meurtres à Étretat de Laurence Katrian
- 2017 : Héroïnes d'Audrey Estrougo

## Théâtre
- 1997 : Cabaret Karl Valentin, Elis Island Compagnie Théâtre de la Fabrique
- 1998 : La Mouette d'Anton Tchekhov, Théâtre de la Cartoucherie, mise en scène Maryse Pouhle
- 1999  : Yvonne, princesse de Bourgogne de Witold Gombrowicz, mise en scène M.P. Ramo
- 1999 : Mademoiselle Julie d'August Strindberg, mise en scène Jacqueline Ordas
- 2002 : Les Monologues du vagin d'Eve Ensler, Petit Théâtre de Paris, Théâtre Michel, mise en scène Isabelle Ratier
- 2004 : Perversité sexuelle à Chicago de David Mamet, Théâtre Rive Gauche, mise en scène Pierre Laville
- 2004 : Copier/Coller de Jean-Marie Chevret, Théâtre Michel, mise en scène Olivier Mace et Jean-Pierre Dravel
- 2007 : Le Dindon de Georges Feydeau, Théâtre Tristan Bernard, mise en scène Thomas Le Douarec
- 2008 : Le Soulier de Satan, seule en scène, création Avignon, mise en scène Gil Galliot
- 2009 : Nathalie Corré dans ses petits souliers, seul en scène, création Avignon, mise en scène Gil Galliot
- 2009 : Hibernatus, mise en scène Nicolas Norest
- 2010 : 9 mois en 3 jours, Théâtre de l’Atelier, mise en scène Anouche Setbon et Bruno Banon
- 2011 : Les acteurs sont fatigués d’Éric Assous, mise en scène Didier Caron
- 2014 : Le Don d'Adèle de Pierre Barillet et Jean-Pierre Grédy, mise en scène Agnès Boury, Théâtre Tête d'Or, tournée
- 2019 : Vive Bouchon ! de Jean Dell et Gérald Sibleyras, mise en scène Eric Laugérias, Le Splendid

## Animation

### Parcours à la radio
- 2000-2002 : chroniqueuse dans l'émission quotidienne de Yann Kulig La vie au quotidien, sur Europe 1
- 2001-2002 : chroniqueuse dans l'émission quotidienne de Yann Kulig puis de Jérôme Bonaldi Vie quotidienne sur Europe 1
- 2001-2004 : animatrice en direct de la Libre antenne d'Europe 1 en remplacement de Caroline Dublanche
- 2002-2004 : coanimatrice avec Benjamin Castaldi de l'émission Tests psychologiques, les samedis et dimanches sur Europe 1
- 2004-2005 : actrice dans la dramatique La Salle de bain dans l'émission et auteur dans  Le Fou du roi, sur France Inter
- 2010-2013 : auteur du billet d'humeur quotidien Ça m’énerve !, en direct sur RTL

- Été 2021 : revue de presse internationale  sur Europe 1 dans l'émission "Et si on partait?" avec Philippe Gougler

### Animation et chroniques télévisées
- 1999 : Parole d'expert, chroniqueuse avec Valérie Expert, France 3
- 1999-2000 : C'est l'été, chroniqueuse France 3
- 2001-2002 : Y a un début à tout, chroniqueuse avec Daniela Lumbroso, France 2
- 2003 : C'est tout bête France 2, animatrice
- 2005-2006 : Elles ont les moyens de vous faire parler !, Téva, co-animatrice
- 2008 : Culture VIP, chroniqueuse avec Valérie Bénaïm, Direct 8
- 2009 : L'École des stars (juré) Direct 8
- 2009-2011 : En toutes lettres (maitre-mot, intervention ponctuelle), France 2
- 2011-2012 : Seriez-vous un bon expert ? (maitre-mot, intervention ponctuelle), France 2
- 2013-2015 : Mot de passe (maitre-mot, intervention ponctuelle), France 2
- Depuis 2017 : Tout le monde a son mot à dire (maitre-mot, intervention ponctuelle), France 2